# Маліново (Більський повіт)
Маліново (пол. Malinowo) — село в Польщі, у гміні Більськ-Підляський Більського повіту Підляського воєводства.
Населення — 65 осіб (2011).
У 1975-1998 роках село належало до Білостоцького воєводства.

## Демографія
Демографічна структура станом на 31 березня 2011 року:
|          | Загалом | Допрацездатний вік | Працездатний вік | Постпрацездатний вік |
| -------- | ------- | ------------------ | ---------------- | -------------------- |
| Чоловіки | 34      | 7                  | 21               | 6                    |
| Жінки    | 31      | 7                  | 15               | 9                    |
| Разом    | 65      | 14                 | 36               | 15                   |